# Len Orcino
Leonard (Len) A. Orcino  (?, 30 september 1945) is een Amerikaans componist, muziekpedagoog, dirigent, pianist, tubaïst eufoniumspeler en muziekuitgever.

## Levensloop
Orcino studeerde muziek aan de "Case Western Reserve University" in Cleveland en behaalde daar zowel zijn Bachelor of Science alsook zijn Master of Music in muziekopleiding. Verder studeerde hij jazzopleiding aan de "North Texas State University", nu: Universiteit van Noord-Texas in Denton. Hij studeerde tuba bij Chester Roberts en Ron Bishop, jazz compositie en bewerking bij Phil Rizzo en Bob Curnow, muziekopleiding bij Donald Shetler, Bennett Reimer, Peter Webster.
Vervolgens werd hij docent aan katholieke lagere scholen in Lake County (Ohio), aan de Lake Catholic High School, het Lakeland Community College en aan de Chardon Middle School. In 2003 ging hij met pensioen, maar is verder privé in de muziekopvoeding werkzaam. Hij heeft sinds 1960 een grote ervaring als jazzpianist en big band leader, maar ook als tubaïst in meerdere orkesten, harmonieorkesten en koperensembles. Tegenwoordig is hij eufoniumspeler in de Lakeland Community College Civic Band en bij het Little Mountain Brass Choir.
Als dirigent was hij werkzaam voor het "North Coast Jazz Orchestra" uit dat later het "Cleveland Jazz Orchestra" ontstond. Van 1975 tot 1986 was hij band leader van het "Lakeland's Jazz Impact" en van 1987 tot 1988 van het "Lakeland Jazz Ensemble"
Meer dan zestig van zijn composities voor harmonieorkesten, jazzbands en koperensembles zijn gepubliceerd. Orcino schreef muziek voor alle groepen die hij heeft opgeleid. Tegenwoordig houdt hij zich ook bezig als instructeur, docent en dirigent bij cursussen en clinics. Hij is lid van de American Society of Composers, Authors and Publishers (ASCAP), de "American Federation of Musicians", de Ohio Music Educators Association (OMEA) en bij de Music Educators National Conference (MENC). 

## Composities

### Werken voor harmonieorkest en koperensembles
- 2000 When the Koalas Do the Conga With the Kangaroos
- 2001 Portly Penguin Parade
- 2001 Prince of Wales, mars
- 2001 Toucan Tango
- 2002 Snow Day
- 2002 The Gandy Dancer
- 2002 When the Rhinos Do The Rhumba In The Rain
- 2003 Plight of the Bumbling Bee
- 2003 Poco la Moco
- 2003 Snow Angels
- 2004 El Toro Rojo Grande
- 2004 A Visit From Saint Nicholas
- 2005 Grand Galop Comique
- 2005 Pachyderm Peanut Posse
- 2006 Sledders' Carnival
- 2006 When Camels Cakewalk To Cairo
- 2007 Around the World in 80 Measures
- 2007 Gingerbread Men on Parade
- 2008 A Nickelodeon Melodrama - The Saga of Larry LaRoo
- 2008 Barnstormers March
- 2009 Noches Españolas
- 2009 Señor Cadera
- 2009 Three Ring Circus
- 2010 Treasure of the Pirate King
- 2011 Procession to Machu Picchu
- Alaskan Quest
- Around the World in 80 Measures - Part II
- City of Faith and Beauty
- Come Spring
- Concerto for Kitchen Sink
- Heros are Forever (Timmy's Song)
- Lloyd, the Lama's Lonely Llama
- MindScapes
- Old Man Noah's Musical Ark
- Santa's Sittin' in
- Sum Total Overture
- Tarantella
- Temujin's Ride
- Those Christmas Dudes
- Vocalise in bes, voor eufonium en harmonieorkest
- Yes, Virginia